# Daybreak
 (octobre 2021).
Pour les articles homonymes, voir Daybreak (homonymie).
Singles de Ayumi Hamasaki
Dearest
(2001) Free and Easy
(2002)
Singles par Ayumi Hamasaki
Excerpts From Ayu-mi-x III - CD006
(2001)
Singles par Ayumi Hamasaki & KEIKO
A Song Is Born
(2001)
Daybreak est le 25e single  original de Ayumi Hamasaki sorti sous le label Avex Trax, excluant ré-éditions, remixes, et son tout premier single sorti sous un autre label.

## Présentation
Le single sort le 6 mars 2002 au Japon sous le label Avex Trax, produit par Max Matsuura. Il sort cinq mois après le précédent single en solo de la chanteuse : Dearest, et deux mois après l'album I Am... dont ses chansons sont issues. Il atteint la 2e place du classement de l'Oricon. Il se vend à 113 170 exemplaires la première semaine, et reste classé pendant neuf semaines, pour un total de 197 140 exemplaires vendus. C'est l'un des rares "recut singles" de la chanteuse (singles avec des chansons déjà parues en album) d'où ses ventes inférieures aux précédents ; c'est d'ailleurs son seul single à ne pas se classer No 1 depuis la sortie de M fin 2000 et ce pendant au moins la dizaine d'années qui suivra.
Une autre version du single au format maxi 45 tours vinyle sortira quatre mois plus tard ; ce sera son dernier disque à sortir en vinyle, jusqu'à une série spéciale de dix vinyles en 2008.
Bien qu'officiellement présenté comme un single, le disque contient en fait dix titres, pour un total de près d'une heure d'écoute : une version remixée par HΛL de la chanson-titre, sa version instrumentale, quatre versions remixées de la chanson No More Words, trois de la chanson I Am..., et une de l'instrumental Opening Run, dont les versions originales figurent toutes sur l'album I Am.... C'est le dernier single de la chanteuse à contenir autant de titres ; les suivants ne comporteront plus que de quatre à six titres, dépassant rarement les 30 minutes de durée.
La chanson-titre Daybreak est la septième chanson dont Ayumi Hamasaki a aussi écrit la musique, sous le pseudonyme Crea, mais cette fois en collaboration avec D・A・I. Elle a servi de thème musicale pour une campagne publicitaire pour un appareil photo de la marque Panasonic. Sa version originale figure donc sur l'album I Am... sorti deux mois plus tôt, et figurera aussi sur la compilation A Complete: All Singles de 2008. Elle sera également remixée sur quatre albums de remix de 2002 et 2003 : Ayu-mi-x 4 + selection Non-Stop Mega Mix Version, Ayu-mi-x 4 + selection Acoustic Orchestra Version, Cyber Trance presents ayu trance 2, et RMX Works from Super Eurobeat presents ayu-ro mix 3.

## Liste des titres
Toutes les paroles sont écrites par Ayumi Hamasaki, toute la musique est composée par CREA & D・A・I sauf 3-5-7 (CREA), 10 (CMJK).
| 1.  | Daybreak "Hal's Mix 2002"                                  | HΛL              | 5:30 |
| 2.  | No More Words "Brent Mini'S Rotary Mix" (no more words...) | Takahiro Izutani | 5:16 |
| 3.  | I Am... "Night Clubbers mix" (I am...)                     | Night Clubbers   | 7:49 |
| 4.  | No More Words "Nicely Nice remix" (no more words...)       | Seiki Sato       | 5:00 |
| 5.  | I Am... "Ram's Special 11Days Mix" (I am...)               | Ram Rider        | 7:21 |
| 6.  | No More Words "Turn Up the Break mix" (no more words...)   | 83key            | 7:48 |
| 7.  | I Am... "Huge Fairy Tale mix" (I am...)                    | Huge             | 5:34 |
| 8.  | No More Words "Laugh & Peace Mix" (no more words...)       | Laugh & Peace    | 3:21 |
| 9.  | Daybreak "Hal's Mix 2002" "Instrumental"                   | HΛL              | 5:34 |
| 10. | Opening Run "CMJK's extended mix"                          | CMJK             | 4:44 |

## Édition vinyle
Singles par Ayumi Hamasaki
Dearest
(2002) No way to say/Fated
(2008)
 Daybreak  est un maxi 45 tours vinyle de Ayumi Hamasaki.
Il sort en édition limitée le 13 juillet 2002 au Japon sous le label indépendant Rhythm Republic affilié à Avex Trax. Il sort le même jour que la version vinyle du single Dearest. 
Il contient une version remixée de la chanson-titre précédée de deux versions remixées de la chanson I Am..., toutes déjà parues sur le 25e single CD homonyme de la chanteuse sorti quatre mois auparavant le 6 mars 2002. C'est son dernier disque à sortir en vinyle, jusqu'à une série spéciale de dix vinyles qui sortiront en 2008.
| 1. | I Am... "Ram's Special 11Days Mix" | Ram Rider | 7:21 |

| 1. | I Am... "Night Clubbers mix" | Night Clubbers | 7:49 |
| 2. | Daybreak "Hal's Mix 2002"    | HΛL            | 5:30 |